# Громадянські свободи у Великобританії
Громадянські свободи у Сполученому Королівстві є частиною конституційного права Сполученого Королівства і мають тривалу історію становлення. Більшість вважає, що першим документом, що декларував громадянські свободи була Велика хартія вольностей 1215 року. Це знаковий документ в британській конституційній історії .  Розвиток громадянських свобод активізувався в загальному та статутному праві в 17-му та 18-му століттях, зокрема з Біллем про права 1689 року .  Протягом 19 століття люди робітничого класу продовжували боролися за право голосу та вступ до профспілок. Парламент відповів на ці намагання новим законодавством, починаючи з Акту про реформи 1832 року . Ставлення до виборчих прав і свобод ще більше прогресувало після Першої та Другої світових воєн. Відтоді зв’язок Сполученого Королівства з громадянськими свободами характеризується членством у Європейській конвенції з прав людини . Велика Британія через сера Девіда Максвелла-Файфа очолила розробку Конвенції, яка виражає традиційну теорію громадянських свобод.  Ця концепція почала прямо застосовуватися в законодавстві Великобританії з прийняттям Закону про права людини 1998 року .
Громадянські свободи у Великій Британії почали поступово скорочуватися з кінця 20 століття. Їх скорочення в цілому виправдовувалося зверненнями до громадської безпеки та національної безпеки та було прискорено такими кризами, як атаки 11 вересня, вибухи 7/7 та пандемія COVID-19 2020 року.    Пандемія призвела до введення Закону про коронавірус 2020 року, який колишній суддя Верховного суду лорд Сумпіон описав як «найбільше вторгнення в особисту свободу в історії [Великобританії]». 

Відносини між правами людини та громадянськими свободами часто розглядаються як дві сторони однієї медалі. Право — це те, чого ви можете вимагати від когось, тоді як свобода — це свобода від втручання іншого у ваші передбачувані права. Проте права людини є ширшими. У численних документах по всьому світу вони включають більш змістовні моральні твердження про те, що необхідно, наприклад, для «життя, свободи та прагнення до щастя», «щоб розвивати особистість до повного потенціалу» або «захищати непорушну гідність». «Громадянські свободи», безумовно, це, але вони є чітко громадянськими і стосуються участі в суспільному житті. Як пише професор Конор Гірті ,

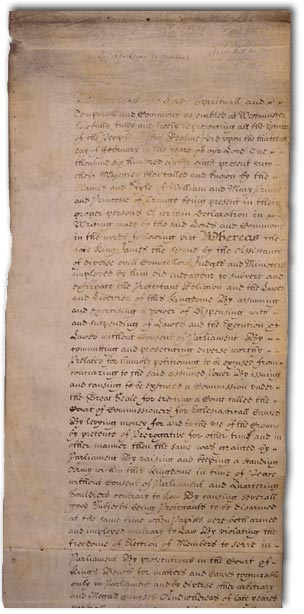
Білль про права 1689 року закріпив верховенство парламенту над королем, заклавши основи представницької демократії.

Громадянські свободи — це інша назва політичних свобод, які ми повинні мати для всіх, якщо можна сказати про нас, що ми живемо в суспільстві, яке дотримується принципу представницького, або демократичного, правління.
Іншими словами, громадянські свободи — це «права» або «свободи», які лежать в основі демократії. Зазвичай це означає право голосу, право на життя, заборону катувань, особисту безпеку, право на особисту свободу та належну судову процедуру, свободу вираження поглядів і свободу асоціацій.

## Передумови
- Велика хартія вольностей (1215 р.) підтримувала те, що стало наказом habeas corpus, судом своїх однолітків, представництвом знаті для оподаткування та забороною покарання заднім числом.
- Справа про проголошення (1610 р.) постановила, що «король своєю прокламацією чи іншими способами не може змінити жодної частини загального права, чи закону, чи звичаїв королівства» і що «король не має прерогатив, крім того, що йому дозволяє закон країни».
- Справа доктора Бонема (1610), вирішив, що «у багатьох випадках загальне право буде контролювати акти парламенту». Можливо, це вплинуло на справу Марбері проти Медісона (1803), яка призвела до судового перегляду в Сполучених Штатах.
- Петиція про право (1628) встановила незаконність оподаткування без згоди парламенту та заборонила довільне ув'язнення[9].
- Закон Habeas Corpus 1679 року захищав особисту свободу від незаконного ув’язнення з правом оскарження.
- Білль про права 1689 р., Закон про вимоги прав 1689 р. стверджували певні права парламенту та особи та обмежували владу монарха — результат Славетної революції.
- Другий трактат про представницьке правління (1689) викладає ідеї Джона Локка щодо більш цивілізованого суспільства, заснованого на природних правах і теорії контракту.

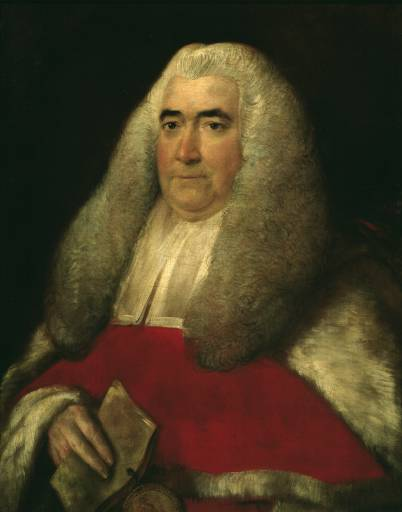
Сер Вільям Блекстоун був архетиповою постаттю британського Просвітництва, вченим-правознавцем, який у своїх коментарях сповідував свободу громадян, що випливає з Великої хартії вольностей і загального права.

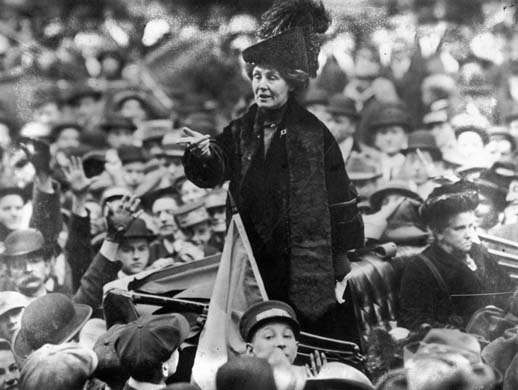
Після продажу свого будинку англійська активістка Еммелін Панкхерст постійно подорожувала, виступаючи з промовами по всій Британії та Сполучених Штатах. Одна з її найвідоміших промов, Свобода чи смерть, була виголошена в Коннектикуті в 1913 році.

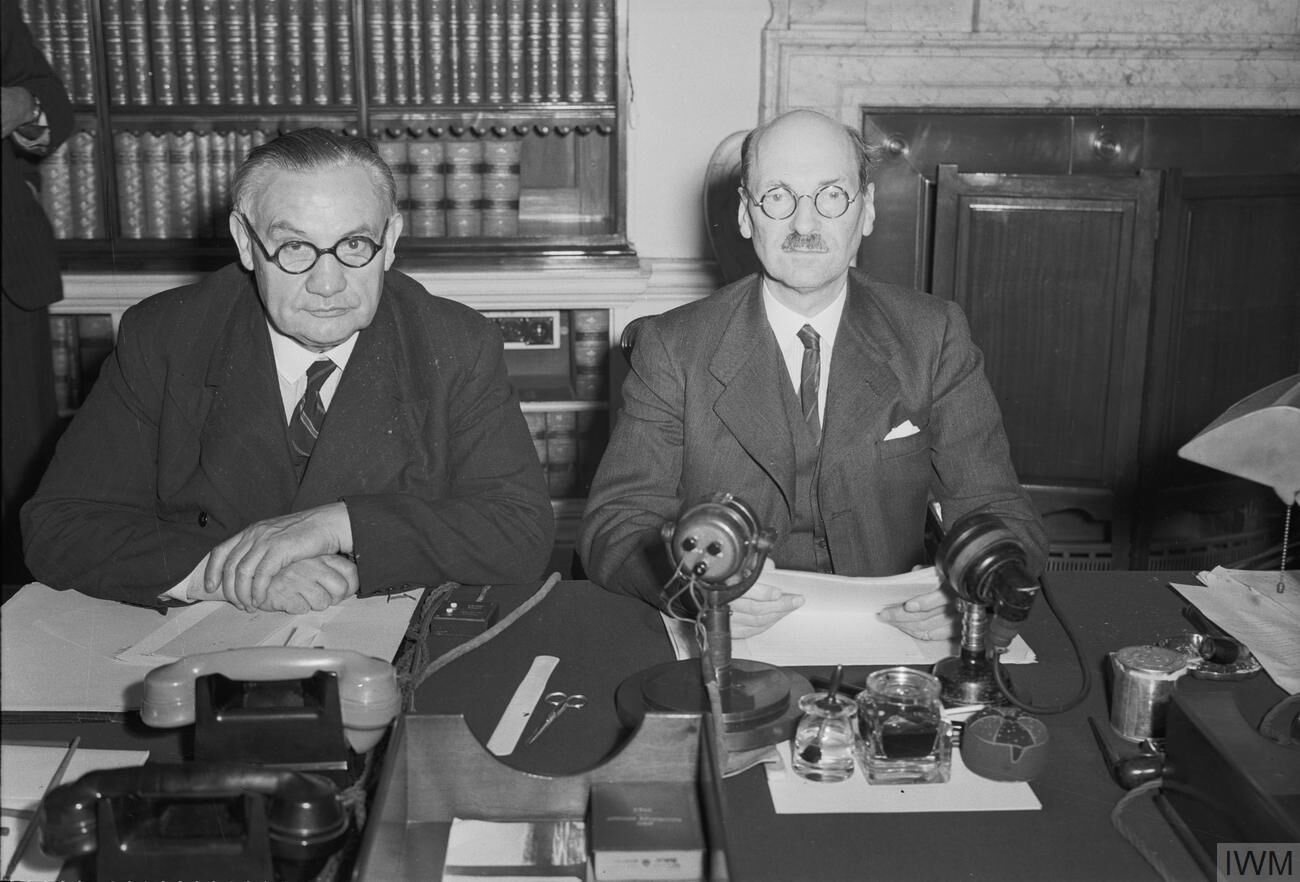
Крім того, що Велика Британія зіграла важливу роль у її розробці, у 1950 році під керівництвом Клемента Еттлі та Ернеста Бевіна підписала Європейську конвенцію з прав людини.

Маргарет Тетчер спостерігала за поступовим посиленням законодавства про безпеку, щоб придушити промислові протести та Тимчасову ІРА.

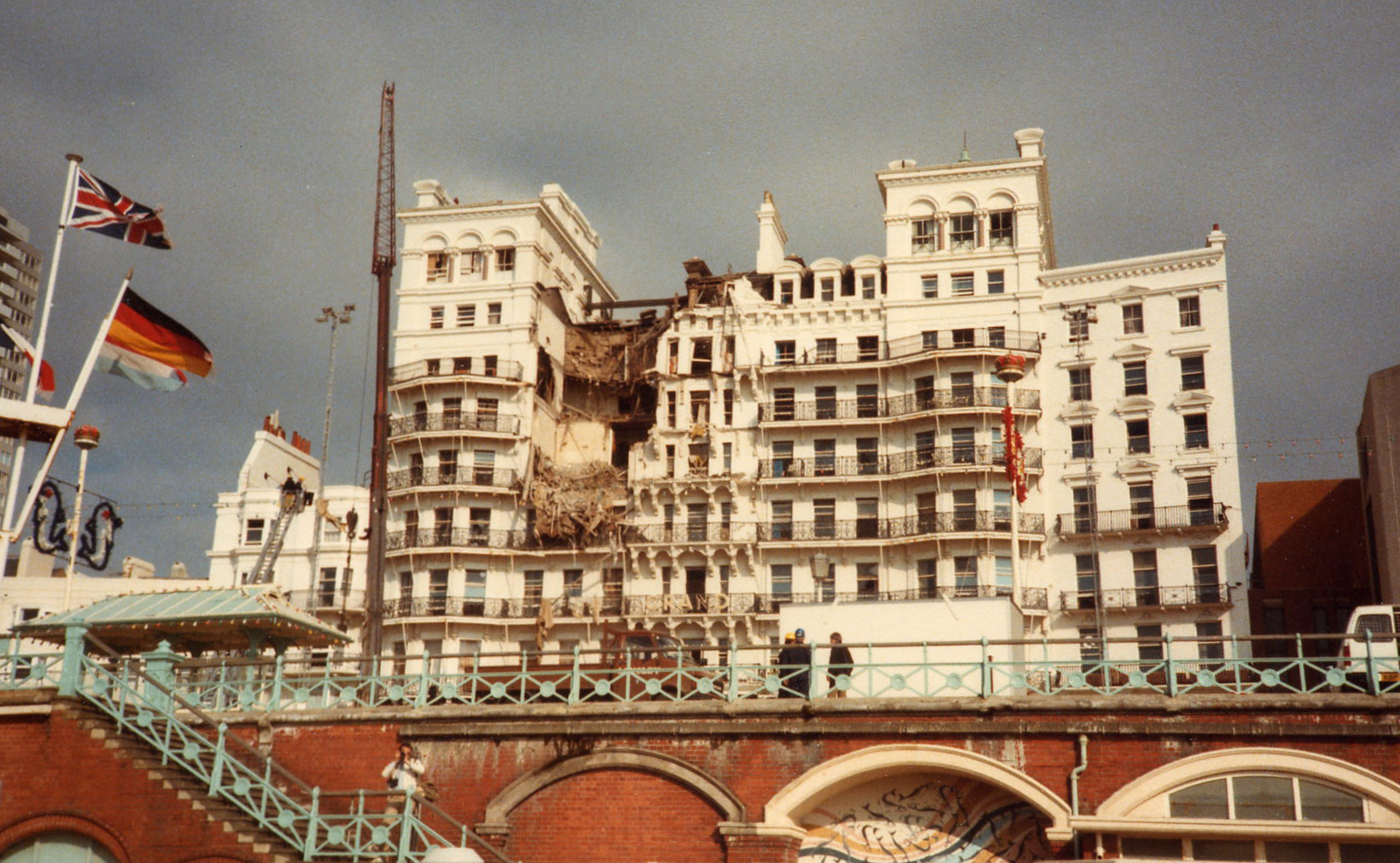
Вибух у готелі в Брайтоні, здійснений Тимчасовою ірландською республіканською армією, який збігся з конференцією Консервативної партії, передував суворішому підходу до законодавства про безпеку.

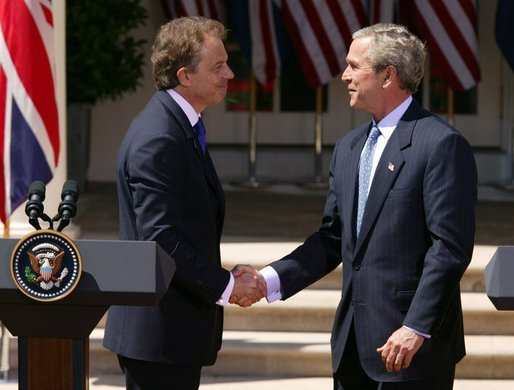
Тоні Блер і тодішній U. С. Президент Джордж Буш представив низку нових законів про безпеку як реакцію на тероризм після терактів 11 вересня 2001 року та війни в Іраку.

## Просвітництво
- Ashby v White (1703) 1 Sm LC (13th Edn) 253, у право голосу не може втручатися державний службовець.
- Armory v Delamirie (1722) K.B., 1 Strange 505, 93 ER 664, право на майно, яке ви знайдете.
- Entick v Carrington (1765), право проти свавільного обшуку та конфіскації; Лорд Кемден, майже дослівно цитуючи Джона Локка, стверджував, що людина увійшла в суспільство, щоб забезпечити свою «власність» (життя, свободи та маєтки). Його принцип полягав у тому, що особа може робити все, що не заборонено законом, а держава – лише те, що дозволено законом.
- R v Knowles, ex parte Somersett (1772) 20 State Tr 1; (1772) Лоффт 1, скасування рабства, оскільки «повітря Англії вже давно було надто чистим для раба, і кожна людина вільна, хто ним дихає». Однак це нічого не дало для колоній.
- Судові процеси над Джоном Вілксом.

## Демократія
- Закон про работоргівлю 1807 року скасував работоргівлю в Британській імперії після парламентської кампанії під проводом Вільяма Вілберфорса.
- Закон про допомогу римо-католикам 1829 року відновив громадянські права католиків.
- Закон про Велику реформу 1832 року надав виборчі права трохи більшій кількості власників , раціоналізував систему округів .
- Закон про скасування рабства 1833 року скасував рабство по всій Британській імперії.
- Берд проти Джонса (1845) 7 QB 742, право на свободу, свободу пересування .
- Другий закон про реформу 1867 року послабив майновий ценз, поширив виборче право приблизно на третину чоловіків.
- Закон про змову та захист власності 1875 року декриміналізував діяльність профспілок (свобода асоціацій).
- Бітті проти Гіллбенкса (1882) 9 QBD 308, Армія порятунку хотіла провести кампанію проти алкоголю за допомогою духового оркестру у Вестон-сьюпер-Мер. Місцеві пивовари сформували так звану «скелетну армію», погрожували зірвати марш силою. Поліція, побоюючись за громадський порядок, наказала Армії порятунку скасувати це, але вони пішли вперед. Тоді міліція їх змусила, розігнавши духовий оркестр. Поле J у Високому суді постановило, що поліція не мала права це робити. Армія порятунку об'єднувалася «для релігійних вправ між собою та для релігійного відродження». Ніхто не міг «сказати, що таке зібрання [є] саме по собі незаконним». Зупинити марш було б все одно, що сказати, «що людину можна засудити за вчинення законного вчинку — для такої пропозиції немає повноважень» [10].
- Третій Акт про реформу в 1884 році та Закон про перерозподіл місць наступного року поширили ті самі вимоги до голосування в містах на сільську місцевість і встановили сучасний одномандатний виборчий округ як звичайну модель представництва в парламенті.
- Закон про торговельні суперечки 1906 року скасував відповідальність за страйк профспілок після того, як Палата лордів у серії справ винайшла способи збанкрутувати профспілки за будь-які дії[11].
- Nairn проти Університетського суду університету Сент-Ендрюса, (1907) 15 SLT 471, 473, за лордом Маклареном, «принципом неписаного конституційного права цієї країни є те, що лише чоловіки мають право брати участь у виборах представників до парламенту».
- Об’єднане товариство залізничних службовців проти Осборна [1910] AC 87, за лордом Шоу та лордом Джеймсом, будь-які внески профспілок членам парламенту були «неконституційними та незаконними»[12]. Скасовано Законом про профспілки 1913 року.
- Закон про народне представництво 1918 року дозволяв загальне виборче право для чоловіків старше 21 року та право голосу для жінок старше 30 років.
- Акт про народне представництво 1928 року, загальне виборче право понад 21.
- Ліверсідж проти Андерсона [1942] AC 206.
- Crofter Hand Woven Harris Tweed v Veitch [1942] AC 435, право на ведення колективних переговорів.

## Після Другої світової війни
- Європейська конвенція з прав людини була розроблена сером Девідом Максвеллом-Файфом, який на той час очолював юридичний та адміністративний відділ Ради Європи. Клемент Еттлі приєднався до Конвенції у 1950 році.
- Британська імперія почала надавати незалежність усім своїм колоніям від Індії, Африки до Тихого океану.
- Останній випадок смертної кари у Великій Британії був виконаний у 1964 році. Вона була офіційно скасована відповідно до Закону про права людини 1998 року.
- Гарольд Вільсон дозволив подавати індивідуальні петиції до Страсбурга в 1968 році.
- Голдер проти Сполученого Королівства [1975] 1 EHRR 524, перша справа, що надійшла до Європейського суду з прав людини: ув'язнений, якому було відмовлено в наданні адвоката для подання (ймовірно, безпідставного) позову про наклеп проти охоронця, був визнаний таким, що порушив своє право на справедливий судовий розгляд відповідно до ст. 6 ЄКПЛ. Доступ до адвоката і суду був визнаний необхідним елементом права на справедливий судовий розгляд, оскільки в іншому випадку країни могли б скасувати суди і не порушувати права.
- Ahmad v Inner London Education Authority [1978] QB 38, справа стосувалася права на свободу віросповідання відповідно до ст. 9 ЄКПЛ, а також того, чи може мусульманин брати оплачуваний вихідний по п'ятницях, щоб піти і поклонитися в місцевій мечеті. Його справа була відхилена як Апеляційним судом, так і Комісією в Страсбурзі. Але перед тим, як справа потрапила до Європи, Лорд Деннінг М.Р. сказав знамениту фразу щодо Конвенції:«Ми зробимо все можливе, щоб наші рішення відповідали їй. Але вона виписана в таких розпливчастих термінах, що може бути використана для всіляких необґрунтованих претензій і спровокувати всілякі судові розгляди. Як це часто буває з високими принципами, їх треба спускати з небес на землю. Вони повинні застосовуватися в повсякденному світі».
- The Sunday Times проти Сполученого Королівства (1979-80) 2 EHRR 245. Генеральний прокурор отримав судову заборону на публікацію в газеті The Sunday Times статті, що описує історію тестування, виробництва і збуту препарату талідоміду компанією The Distillers Company, на тій підставі, що вона може зашкодити судовому процесу, який триває між компанією Distillers і батьками дітей, які страждають від вроджених дефектів, викликаних застосуванням цього препарату. Європейський суд з прав людини 11 голосами проти 9 постановив, що судова заборона порушує право газети на свободу вираження поглядів відповідно до ст. 10 ЄКПЛ.
- У відповідь на це рішення парламент Великобританії прийняв Закон про неповагу до суду 1981 року.

## 1980-ті роки
- Закон про поліцію та кримінальні докази 1984 року дозволив чотириденне затримання без суду (раніше було 24 години).
- CCSU v Minister for the Civil Service [1985] AC 374, де Маргарет Тетчер (також міністр цивільної служби) заборонила членам GCHQ вступати до профспілок. Палата лордів постановила, що королівська прерогатива підлягає судовому контролю. Заборона профспілок належала до компетенції міністра.
- У справі Malone v Metropolitan Police Commissioner [1979] Ch 344, Megarry VC зазначив, що виконавча влада може робити все, що не заборонено законом (що мало на меті скасувати рішення у справі Entick v Carrington). Це означає, що нечесний антиквар не може бути притягнутий до відповідальності за зберігання крадених товарів на підставі доказів, отриманих під час прослуховування телефонних розмов, на що поліція не мала повноважень за жодним із законів.
- У справі «Малоун проти Сполученого Королівства» (1984) 7 EHRR 14 зазначено, що Великобританія, дозволивши прослуховування телефонних розмов, порушила свої зобов'язання за ЄКПЛ, оскільки не існувало закону, який би «з достатньою чіткістю вказував на обсяг і спосіб здійснення відповідних дискреційних повноважень, наданих органам державної влади»[13].
- Закон про громадське здоров'я (боротьбу з хворобами) 1984 року дозволяє уряду накладати обмеження або вимоги на осіб у разі виникнення надзвичайної ситуації у сфері громадського здоров'я. Це законодавство було використано для обґрунтування реакції уряду на пандемію COVID-19 у 2020 році[14][15]
- Закон про перехоплення комунікацій 1985 року, відповідь уряду на постанову, що дозволяла прослуховування будь-яких телефонів.
- Закон про громадський порядок 1986 року, прийнятий у контексті широкомасштабних виробничих конфліктів, зокрема, страйку шахтарів, частина II якого обмежувала публічні ходи та демонстрації, вимагаючи попереднього повідомлення поліції за 6 днів до їх проведення.
- Вибух готелю «Брайтон», здійснений Тимчасовою ірландською республіканською армією під час проведення конференції Консервативної партії, передував більш суворому підходу до законодавства про безпеку.
- Закон про державну таємницю 1989 року, див. R v Shayler [2002] UKHL 11 (David Shayler)
- Закон про запобігання тероризму (тимчасові положення) 1989 року

## 1990-ті роки
- Генеральний прокурор проти Guardian Newspapers Ltd. (№ 2)[17] лорд Гофф, член Судового комітету Палати лордів, виклав у цій справі принцип загального права, згідно з яким «[в Англії] кожен вільний робити все, що завгодно, за умови дотримання лише положень закону».
- R проти Державного секретаря Міністерства внутрішніх справ ex parte Brind [1991] 1 AC 696 щодо дублювання голосів членів ІРА на телебаченні. Ентоні Лестер, королівський адвокат, стверджував, що дискреційні повноваження міністра внутрішніх справ повинні передбачати дотримання норм ЄКПЛ щодо свободи вираження поглядів. Палата лордів (під головуванням лорда Акнера) категорично відхилила це твердження і в апеляційному порядку.
- Закон про профспілки і трудові відносини (консолідація) 1992 року кодифікував численні обмеження і формальності, що накладаються на діяльність профспілок і право на страйк.
- Див. справу «Вілсон проти Сполученого Королівства» (2002) 35 EHRR 523, де Страсбурзький суд постановив, що законодавство Великої Британії повинно підтримувати право працівників вступати до профспілок та вживати заходів для захисту своїх інтересів.
- До «Хартії 88», ліберальної групи тиску, яка отримала свою назву від чеської «Хартії 77» і виступала за інституційні реформи за зразком Сполучених Штатів, звернувся лідер лейбористів Джон Сміт. Він пообіцяв Білль про права для Британії.
- Закон про розвідувальні служби 1994 року і Закон про поліцію 1997 року включали повноваження перехоплювати комунікації[16].
- Тоні Блер і тодішній президент США Джордж Буш запровадили низку нових законів про безпеку як реакцію на тероризм після терактів 11 вересня 2001 року і війни в Іраку.
- Закон про права людини 1998 року вперше дозволив пряме оскарження в британських судах на підставі Європейської конвенції з прав людини. Закон зберігає парламентський суверенітет, оскільки суди не можуть скасовувати закони, прийняті демократичним шляхом, вони можуть лише виносити «декларацію про несумісність» (ст. 4). При тлумаченні законодавства судді також можуть виходити з того, що парламент не мав наміру відступати від прав, передбачених Конвенцією (п. 3). Обов'язковою умовою звернення до Страсбурзького суду є те, що позивач вичерпав усі можливості оскарження в національній правовій системі. Основною причиною включення до Конвенції та обґрунтуванням з боку адвокатів та уряду була економія часу та коштів. Інші країни, такі як Німеччина та Франція, мають свої власні стандарти, але всі вони дотримуються та залишаються у відповідності до ЄКПЛ. Аналогічно, ЄКПЛ ґрунтується на традиціях кожної держави-члена і діє як метод підтримки мінімальних стандартів, щодо яких існує загальний консенсус. Незважаючи на її суперечливість, це можна розглядати як унікальний британський захід, особливо враховуючи той факт, що Конвенція була розроблена під керівництвом британського уряду.

## 21 століття
- Закон про боротьбу з тероризмом 2000 року продовжив термін затримання підозрюваних у тероризмі до 7 днів без пред'явлення звинувачень. Він також дозволяє забороняти терористичні організації. На сьогоднішній день шістдесят угруповань оголошено поза законом. Закон також запровадив широке визначення «тероризму» згідно зі статтею 1. Повноваження на зупинку і обшук, передбачені Законом, були використані для обшуку протестувальників на виставці озброєнь у Кенері-Уорф, у тому числі аспіранта і журналіста, які в результаті подали до суду. Дії поліції були визнані законними у справі R (Gillan) v Commissioner for the Metropolitan Police [2006] UKHL 12.
- Закон про регулювання слідчих повноважень 2000 року надає уряду повне право нагляду за всіма видами комунікації. Поточний показник - 30 ордерів на тиждень. За 15 місяців з липня 2005 року по жовтень 2006 року було видано 2 407 ордерів.
- Закон про боротьбу з терористичними злочинами і безпеку 2001 року, у відповідь на руйнування Всесвітнього торгового центру в Нью-Йорку 11 вересня, уряд прийняв законодавство, що дозволяє безстрокове утримання під вартою без суду і слідства осіб, які не є громадянами Великої Британії і підозрюються у скоєнні терористичних злочинів, але не мають достатніх доказів для проведення судового процесу (див. Велику хартію вольностей, Закон про хабеас корпус 1679 року). При прийнятті актів парламенту, згідно з HRA 1998 року, міністр повинен зробити «заяву про сумісність» з Конвенцією. Вони зробили це, надіславши повідомлення про відступ від права на справедливий судовий розгляд, ст. 6 ЄКПЛ. Стаття 15 ЄКПЛ - це положення про відступ, яке говорить, що «під час війни або іншого надзвичайного стану, що загрожує життю нації», держава-член може відступити «в тій мірі, в якій це суворо вимагається гостротою ситуації». Потім міністр оголосив, приймаючи Закон 2001 року, що він (із зазначеним відступом) сумісний з HRA 1998 року.
- Закон про кримінальне правосуддя 2003 року скасував подвійне притягнення до кримінальної відповідальності у справах з «новими і переконливими доказами».
- A та інші проти Державного секретаря Міністерства внутрішніх справ [2004] UKHL 17, більшість членів Палати лордів вирішила, що тримання під вартою без судового розгляду відповідно до ATCSA 2001 було дискримінаційним по відношенню до негромадян Великої Британії, а отже, несумісним зі ст. 14 ЄКПЛ. Декларація про несумісність була видана відповідно до ст. 4 HRA 1998. Лорд Хоффманн був єдиним суддею з окремою думкою, який вважав, що вся ідея тримання під вартою без суду несумісна з правом на судовий розгляд відповідно до ст. 6, і що відступ був неприйнятним, оскільки не існувало «загрози життю нації». Він рішуче стверджував, що було б неправильно припускати, що, оскільки більшість вважає, що проблема полягає в дискримінації, уряду слід дозволити ув'язнювати всіх британців однаково.
- Закон про надзвичайні ситуації 2004 року дозволяє уряду в «надзвичайних ситуаціях» розгортати збройні сили в будь-якій точці країни в мирний час (див. Білль про права 1689 року). Він також дозволяє конфісковувати майно в «надзвичайних ситуаціях» з компенсацією або без компенсації в будь-якому місці (див. п. 1 ст. 1 ЄКПЛ).
- Позбавлення виборчих прав у Сполученому Королівстві було темою справ у ЄСПЛ та політичних дебатів між 2005 та 2012 роками.
- Закон про серйозну організовану злочинність і поліцію 2005 р. визнав правопорушенням розпалювання релігійної ненависті і вимагає завчасного повідомлення про проведення протестів на відстані до 1 км від парламенту (див. Блюм проти Генерального прокурора).
- Закон про запобігання тероризму 2005 року, прийнятий урядом у відповідь на справу А., дозволяє міністру внутрішніх справ накладати контрольні ордери на будь-якого британського громадянина. Будь-хто, кого міністр внутрішніх справ підозрює в терористичній діяльності, без будь-якого судового розгляду, може бути підданий електронному контролю, моніторингу, обмежений у телефонних дзвінках, користуванні Інтернетом, позбавлений певних видів роботи, обмежений у відвідуванні певних місць, анульований паспорт і зобов'язаний з'являтися в поліцію. Система контрольних приписів була визнана непропорційною у справі «Державний секретар Міністерства внутрішніх справ проти JJ [2007] UKHL 45» (Secretary of State for the Home Department v JJ [2007] UKHL 45). Система була визнана несумісною, оскільки не передбачала жодних відступів. Однак лорд Браун заявив, що якби підозрюваному залишали вісім годин свободи на день, то це було б прийнятно.
- Закон про тероризм 2006 року, прийнятий після вибухів у Лондоні 7 липня, дозволяє затримувати осіб, підозрюваних у терористичних злочинах, без пред'явлення звинувачення на строк до 28 днів. Закон про кримінальне правосуддя 2003 року збільшив цей термін до 14 днів. Уряд спочатку пропонував обмежити цей термін до 90 днів, стверджуючи, що це було зроблено за рекомендацією міліції, і посилаючись на підтримку соціологічних опитувань. Опозиція серед членів парламенту стала першою поразкою уряду Блера; поправка консерваторів про 28-денне утримання під вартою без пред'явлення звинувачення була прийнята. Закон також створив новий злочин «прославляння тероризму».
- Остін проти комісара столичної поліції [2007] EWCA Civ 989, Апеляційний суд відхилив звинувачення у незаконному ув'язненні та позов за ст. 5 ЄКПЛ щодо дій поліції, яка утримувала учасників першотравневої демонстрації в Оксфордському цирку в 2001 році.
- Законопроект про боротьбу з тероризмом 2008 року мав на меті збільшити кількість днів утримання під вартою без пред'явлення звинувачення до 42 днів і дозволити міністру внутрішніх справ вимагати проведення таємного розслідування без участі присяжних, якщо він вважає, що це відповідає суспільним інтересам, інтересам зарубіжного договірного партнера або інтересам національної безпеки. Девід Девіс, член парламенту, консервативний політик і на той час тіньовий міністр внутрішніх справ, подав у відставку в червні 2008 року на знак протесту проти запропонованого продовження терміну утримання під вартою з пред'явленням звинувачення. Його відставка призвела до довиборів, в яких він взяв участь і переміг на платформі громадянських свобод. Ні лейбористи, ні ліберал-демократи не виставили своїх кандидатів. Законопроект також скасував заборону на допит після пред'явлення обвинувачення, надав поліції більші повноваження щодо конфіскації майна і надав поліції право забороняти фотографування в громадських місцях.
- Закон про реформування поліції та соціальну відповідальність 2011 року скасував заборону на проведення протестів на площі перед парламентом, передбачену Законом про боротьбу з організованою злочинністю та поліцію 2005 року, однак додав нові обмеження, такі як використання шумового обладнання, встановлення наметів або використання спального обладнання.
- Справа R v AB and CD (2014) стала першим британським судовим процесом, який проводився повністю таємно[17], хоча деякі обмеження були дещо послаблені апеляційним судом після юридичного оскарження з боку The Guardian [18].
- Закон про слідчі повноваження 2016 року розширив повноваження британських спецслужб щодо електронного стеження. Він дозволив масовий збір комунікаційних даних і перехоплення комунікаційних даних. Він вимагає від провайдерів послуг зв'язку (CSP) зберігати записи про інтернет-з'єднання британських користувачів протягом одного року, до яких певні урядовці мають доступ без ордеру. Провайдери не мають права відмовити поліції в допомозі, а також не можуть розголошувати запит на отримання даних. Закон також дозволяє поліції здійснювати цілеспрямоване втручання в роботу обладнання.
- У 2018 році музикант Ріс Герберт (сценічний псевдонім «Digga D») отримав припис про злочинну поведінку і надягнув на ногу GPS-трекер. Він зобов'язаний повідомляти лондонську поліцію за 24 години до завантаження будь-яких медіаматеріалів, йому заборонено підбурювати до насильства, згадувати певні райони Лондона або робити посилання на певні реальні події чи людей у своїй музиці[19].
- Положення про охорону здоров'я (коронавірус) 2020 року (лише в Англії) надало поліції повноваження примушувати людей до ізоляції, якщо вони підозрюються у захворюванні на COVID-19.
- Закон про коронавірус 2020 року надає уряду повноваження призупиняти або обмежувати публічні зібрання та затримувати осіб, підозрюваних у захворюванні на COVID-19.